# Combretum rupicola
Combretum rupicola é uma espécie de árvore brasileira nativa da Mata Atlântica, restrita ao arquipélago de Fernando de Noronha, no estado de Pernambuco.
Na última busca extensiva no arquipélago, foi encontrado apenas um indivíduo vivo.